# ¡Quiero Vivir!
¡Quiero Vivir! è il primo album della cantante portoricana Lilián García, pubblicato nel 2007.

## Tracce
1. ¡Quiero Vivir! - 3:12
2. Angel - 4:04
3. Adonde (con Jon Secada) 4:00
4. Desenamorada - 3:58
5. Ya Veras - 4:20
6. Yo No Se - 3:56
7. Estoy Endrogada - 3:33
8. Devastada - 3:32
9. Quiero Encontrarte - 4:04
10. Under In Love - 3:58
11. Where Did Love Go? (con Jon Secada) 4:00
12. Que Seria - 3:44